# Comtat de Kiowa (Oklahoma)
El Comtat de Kiowa (en anglès: Kiowa County) és un comtat localitzat al sud-oest de l'estat estatunidenc d'Oklahoma. Tenia una població de 9.446 habitants segons el cens dels Estats Units del 2010, el qual representa una disminució de 781 habitants respecte del cens dels Estats Units del 2000. La seu de comtat i municipi més poblat és Hobart. El comtat va ser creat el 1901.

## Geografia
Segons l'Oficina del Cens dels Estats Units, el comtat té una àrea total de 2.670,3 quilòmetres quadrats dels quals 2.628,8 quilòmetres quadrats són terra i 41,4 quilòmetres quadrats (1,56%) són aigua.

### Autovies
- U.S. Highway 62
- U.S. Highway 183
- State Highway 9
- State Highway 19
- State Highway 44

### Comtats adjacents
|  |  |  |
|  |  |  |
|  |  |  |

## Demografia

Piràmide de població del Comtat de Kiowa (2000)

Segons el cens del 2000, hi havia 10.227 habitants, 4.208 llars i 2.815 famílies residint en el comtat. La densitat de població era de 3,54 habitants per quilòmetre quadrat. Hi havia 5.304 cases en una densitat d'1,99 cases per quilòmetre quadrat. La composició racial del comtat era d'un 83,54% blancs, un 4,67% negres o afroamericans, un 6,31% natius americans, un 0,31% asiàtics, un 0,06% illencs pacífics, un 2,68% d'altres races i un 2,42% de dos o més races. Un 6,74% de la població eren hispànics o llatinoamericans de qualsevol raça.
Hi havia 4.208 llars de les quals un 27,90% tenien menors de 18 anys vivint-hi, un 52,00% eren parelles casades vivint juntes, un 10,40% tenien una dona com a cap de la llar sense cap marit present i un 33,10% no eren famílies. En un 30,60% de totes les llars sol hi vivia una persona i en un 16,30% només hi vivia una persona major de 64 anys. De mitjana, la mida de la llar era de 2,35 persones i la de la família era de 2,92 persones.
Pel comtat la població s'estenia en un 24,20% menors de 18 anys, un 7,50% de 18 a 24 anys, un 24,50% de 25 a 44 anys, un 23,40% de 45 a 64 anys i un 20,30% majors de 64 anys. L'edat mediana era de 41 anys. Per cada 100 dones hi havia 95,7 homes. Per cada 100 dones majors de 17 anys hi havia 90,70 homes.
L'ingrés econòmic anual de mediana per a una llar en el comtat era de 26.053 $ i l'ingrés econòmic anual de mediana per a una família era de 34.654 $. Els homes tenien un ingrés econòmic anual de mediana de 25.552 $ mentre que les dones en tenien de 19.497 $. La renda per capita pel comtat era de 14.231 $. Un 15,00% de les famílies i un 19,30% de la població vivia per sota del llindar de la pobresa, incloent-hi dels quals un 23,30% eren menors de 18 anys i un 15,70% eren majors de 64 anys.

## Municipalitats
| - Babbs - Cooperton - Gotebo - Hobart - Lone Wolf - Lugert | - Mountain Park - Mountain View - Roosevelt - Saddle Mountain - Sedan - Snyder |